# 快钱 (公司)
快钱是万达集团旗下的第三方支付企业，位于中国上海市，成立于2004年。与多家购物网站有合作关系，其推出的支付产品有人民币支付、神州行卡支付、中国联通充值卡支付，VPOS支付等。另有“快刷”业务，覆盖包括机票、旅游、保险、直销等在内的10多个行业。2014年12月26日，万达集团战略控股快钱。